# Trochosa menglaensis
Trochosa menglaensis este o specie de păianjeni din genul Trochosa, familia Lycosidae, descrisă de Yin, Bao și Wang, 1995. Conform Catalogue of Life specia Trochosa menglaensis nu are subspecii cunoscute.